# Заломнов, Пётр Дмитриевич
Пётр Дмитриевич Заломнов (род. 2 августа 1942, с. Васильевка, Пензенская область) — советский, российский оперный певец, музыкальный педагог; заслуженный артист Чувашской АССР (1975), народный артист Чувашской АССР (1980), заслуженный артист РСФСР (1986), народный артист Российской Федерации (1997).

## Биография

### Происхождение
Закончил вокальный факультет Горьковской государственной консерватории (класс Е. К. Иофель) и ассистентуру-стажировку при Российской академии музыки им. Гнесиных (класс П.М. Норцова).

### Карьера
Преподаёт сольное пение в Чувашском государственном педагогическом университете им. И. Я. Яковлева, является ведущим солистом Чувашского государственного театра оперы и балета.
Пётр Заломнов создал более 100 фондовых записей на Всесоюзном и Чувашском радио.

## Фильмография
Творчеству мастера посвящены фильмы Чувашской студии телевидения «Поёт Пётр Заломнов» (1975), «Комсомольская юность моя» (1978), «Романсы Георгия Свиридова» (1985), «Дорога, которую я выбрал» (1998).

## Награды
- Медаль ордена «За заслуги перед Отечеством» II степени
- Народный артист Российской Федерации (1997)
- Заслуженный артист РСФСР (1986)
- Народный артист Чувашской АССР (1980)
- Заслуженный артист Чувашской АССР (1975)
- Премия Комсомола Чувашии имени М. Сеспеля

## Комментарии
1. ↑  Васильевка, в 1943—1963 годы входившая в Нечаевский район[2], прекратила существование[3]; ныне — территория Мокшанского района Пензенской области.